# Кубок Министерства обороны России по современному пятиборью 2015
III Кубок Министерства обороны РФ по современному пятиборью проводился в Москве 6 сентября 2013 года. Соревнования проводились в смешанной эстафете в один день. За победу в турнире боролись 12 команд, составленных по принципу «мужчина + женщина», из 10 стран мира — Беларуси, Болгарии, Венгрии, Германии, Египта, Италии, Латвии, Литвы, Польши и России.
Призовой фонд Кубка Министерства обороны РФ не имеет аналогов для подобных соревнований и составил 50 000 долларов США.
Лидеры российского пятиборья Доната Римшайте и Александр Лесун совсем недавно участвовали на чемпионате мира, затем — в чемпионате Европы. Все силы и эмоции остались именно там. А следующий год, как известно, олимпийский. Подготовка к главному старту четырехлетия ведется уже сейчас, ребята работают по разработанным тренерским штабом индивидуальным планам. Нынешние соревнования туда не вписывались. Но и без Римшайте с Лесуном сборная России была представлена очень сильными тремя командами. Их составили Анна Буряк/Егор Пучкаревский, Гульназ Губайдулина/Илья Шугаров и третий дуэт составили представители ЦСКА Екатерина Хураськина и Илья Фролов.
Среди зарубежных спортсменов также было немало звезд первой величины. Это чемпионы мира разных лет Юстинас Киндерис (Литва), Октавия Новацка (Польша), Шаролта Ковач, Бенце Деметер (оба — Венгрия), победители Финала Кубка мира — 2013 в миксте Елена Рублевска и Денис Черковскис (Латвия), победители и призеры крупнейших соревнований Айя Медани и Амро Эль-Гезири (оба — Египет), Янина Кольманн (Германия), Ирина Просенцова (Беларусь) и другие.
— При подготовке турнира мы столкнулись с тем, что в спорт снова пытались вмешаться политики, — сказал президент Федерации современного пятиборья России (ФСПР), вице-президент Международного союза современного пятиборья (УИПМ) Вячеслав Аминов. — Спортсменам некоторых стран, особенно военнослужащим, настоятельно не рекомендовали выступать на турнире. Но заявок все равно оказалось больше, чем мы способны принять участников. Отмечу, что нам удалось в полном объеме сохранить и крупнейший для таких турниров призовой фонд.
Российские любители современного пятиборья, которые не смогли посетить соревнования на Кубок Министерства обороны РФ имели возможность увидеть самые интересные моменты турнира на телеканале НТВ-ПЛЮС.
Участникам соревнований и зрителям было продемонстрировано новое лазерное оружие, которое в нашей стране создали не только для российского, но и для мирового пятиборья. На сегодняшний день основные производители — это Германия, Франция и Чехия. Впервые на рынке появится и российский аналог, который составит конкуренцию европейским поставщикам.
РАСПИСАНИЕ СОРЕВНОВАНИЙ (6 сентября).
1. Фехтование — 10:20 (Дворец спортивных единоборств ЦСКА).
2. Плавание — 13.10 (Бассейн ЦСКА).
3. Конно-спортивная база ЦСКА — 14:45 Церемония открытия турнира.
4. Конкур — 15:10 (Конно-спортивная база ЦСКА)
5. Комбайн — 16:30 (Конно-спортивная база ЦСКА)

## Фехтование. Плавание
Хураськина и Фролов «закольцевали» своё выступление, как профессиональные литераторы. После фехтования они лидировали, набрав 235 очков. Но в бассейне показали худший результат и откатились по сумме двух видов программы на 8-е место.
Первую строчку уверенно занимали Егор Пучкаревский, завоевавший олимпийскую лицензию на недавнем чемпионате Европы, и двукратная чемпионка мира Анна Буряк. На третьем месте Гульназ Губайдуллина, также принесшая путевку в Рио и Илья Шугаров. Третья российская команда — Екатерина Хураськина и Илья Фролов, пока отстают — восьмое место.

## Конкур
Четвертый этап — конкур, а проще говоря — скачки на лошадях с препятствиями — для большинства пятиборцев во всем мире самый сложный и непредсказуемый. Согласитесь, управляться с лошадью, которую в глаза увидел только за несколько минут до старта, по меньшей мере непросто. Животные упрямятся, фыркают, слушаться не хотят. Конкур не только не внес ясности в ситуацию, но, напротив, еще более запутал. Российские дуэты расположились в следующем порядке — Пучкаревский и Буряк на третьем месте, Хураськина и Фролов — на пятом, а Губайдуллина и Шугаров на восьмом месте.

## Комбайн
Комбайн — бег на 3200 метров и стрельба в одном флаконе — вносит в таблицу еще большую смуту. Не зря ведь говорят, что пятиборье — самый непредсказуемый вид спорта.
Перед стартом комбайна турнирное положение выглядело следующим образом: лидировали немцы Янина Кольманн и Фабиан Либиг, но их преследовали не менее полудюжины пар. 2 секунды уступали им литовцы Ева Серапинайте и Юстинас Киндерис, 4 — Буряк и Пучкаревский, 16 — Айя Медани и Амро Эль-Гезири (Египет), 18 — Хураськина и Фролов, 20 — Шаролта Ковач и Бенце Деметер (Венгрия), 33 — Елена Рублевска и Денис Черковскис (Латвия).
Несмотря на такие мизерные разрывы Кольманн и Либиг сохраняли лидирующую позицию вплоть до последнего огневого рубежа. Но с четвертой стрельбы первым убежал Илья Фролов. И финишировал первым. Таким образом, начав с первой позиции (в фехтовании), они через восьмое (после плавания) и пятое (после конкура) места, снова вернулись на вершину в самый нужный момент.
Российский дуэт в составе прапорщика Екатерины Хураськиной и капитана Ильи Фролова завоевал первое место на Кубке Министерства обороны РФ, который прошел в Москве. Победители получили Кубок, который займет своё место в музее ЦСКА и чек на 10 000 долларов.

## Технические результаты
КУБОК МИНИСТЕРСТВА ОБОРОНЫ РФ. Москва.
- Итоговая турнирная таблица.

| Место | Спортсмен                        | Страна   | Фехтование                | Плавание    | Конкур | Комбайн      | Сумма очков |
| ----- | -------------------------------- | -------- | ------------------------- | ----------- | ------ | ------------ | ----------- |
| 1.    | Екатерина Хураськина Илья Фролов | Россия   | 235/28 побед-16 поражений | 2:09.01/313 | 294    | 11:25.60/614 | 1456        |
| 2.    | Янина Кольманн Фабиан Либиг      | Германия | 228/26-18                 | 2:00.41/339 | 293    | 11:51.40/589 | 1449        |
| 3.    | Ева Серапинайте Юстинас Киндерис | Литва    | 215/24-20                 | 1:58.91/344 | 299    | 12:03.40/577 | 1435        |
| 4.    | Анна Буряк Егор Пучкаревский     | Россия   | 221/25-19                 | 1:57.30/349 | 286    | 12:10.40/570 | 1426        |
| 5.    | Елена Рублевска Денис Черковскис | Латвия   | 225/26-18                 | 2:05.86/323 | 279    | 11:44.80/596 | 1423        |
| 6.    | Айя Медани Амро Эль-Гезири       | Египет   | 212/23-21                 | 2:00.33/339 | 293    | 12:11.40/569 | 1413        |

7. Шаролта Ковач / Бенце Деметер  Венгрия — 1412.
8. NOWACKA Oktawia / STASKIEWICZ Szymon  Польша — 1410
9. Губайдулина Гульназ / Шугаров Илья  Россия — 1397
10. FREZZA Alessandra / PORRECA Domenico  Италия — 1378
11.	DEYANOVA Malina / KRASTANOV Dimitar  Болгария — 1290
12.	PRASIATSOVA Iryna / TSIKHANAU Pavel  Беларусь — 1043